# DELITE BRUNCH
『DELITE BRUNCH』（デライト・ブランチ）は、2015年4月1日から9月30日までInterFM NAGOYA（現：Radio NEO）で放送されていたラジオ番組。

## 概要
2014年4月1日にInterFM NAGOYAが開局してから1年間、名古屋ローカルの自主制作ワイド番組が存在しない上、一部の番組を除いてはInterFM（以降、東京本局）をそのまま流す状態（いわゆるサイマル放送）が続いていたが、2015年4月の改編により、東京本局制作の「The Vance K Show」のネットを1時間短縮させる形で番組を開始。
当番組は東京本局の番組とは考え方が違って「名古屋を中心とする中京エリアに生活する人が必要とする情報を発信」をコンセプトに東海地方のローカル要素を強めたものとなっており、番組内ではオープニング等でエリアの天気の紹介、地元コミュニティFMとのコラボレーション企画等を実施していた。
また、InterFMとしては初となる自局アナウンサーが番組を担当する事や、視聴者の対象を日本人に定めたりするなど変化が見られるが、選曲に関しては特に変化はない。
だが、2015年夏頃からはアイドル関係（1970年代・1980年代のアイドル歌謡曲を含む）も流れる事が増え、場合によってはコメント出演などでのゲスト出演する事もあった。
当番組は2015年10月1日から局名を「Radio NEO」に変更する事などによる大幅改編に含まれ、同年9月18日の放送で番組が9月30日で終了になることを発表。InterFMでワイド番組が半年で終了するのは異例である。

## パーソナリティ
- 高木春菜（元InterFM NAGOYAアナウンサー【現：元Radio NEOアナウンサー】）[2]

## タイムテーブル
2015年9月現在のタイムテーブルであり、時間に関しては日によって変動する場合がある。
- 9:00 オープニング
- 9:15 Beside The News
- 9:30 Best Hits From ○○'s
- 9:40 BRUNCH MIX（火曜・木曜・金曜）
- 9:50 MATRiX LABO presents Total Beauty Studio（月曜）
- 10:05 Nagoya Times（月曜～水曜・金曜）、諭吉のからあげ presents LOVE GRAMPUS（木曜）
- 10:40 でらブラネットワーク（水曜・金曜）
- 10:57 エンディング

## コーナー
- Beside The News

番組が気になったヘッドラインのトップニュースでは紹介されないようなニュースを一つ紹介する。
- Best Hits From ○○'s

コーナー名の「○○」はそれぞれの年代で毎回異なる（例：1980年代の場合は「80's」など）

日替わりで1970～1990年代の名曲を邦楽・洋楽問わずに選曲してノンストップで流す。

それぞれの年代に分けられているが、全体的1980年代の割合が多く、その他の年代が紹介されない週も多い。

また、このコーナーに関してはオープニングでも紹介されない上、コーナー時も「○○年代にフラッシュバック」や「○○年代の楽曲を数曲をお届けしました」などと発現するだけでコーナー名は読み上げない。
- BRUNCH MIX

日替わりのテーマに沿って選曲した楽曲をノンストップで流す。

「Best Hits From ○○'s」同様、邦楽・洋楽を問わない選曲となっているが、こちらの方が放送される楽曲数が多い。

また、金曜日のみ東海地方のカルチャー専門Webマガジン「LIVERARY」が選曲したものとなっており、他の曜日とは違って個性が強い選曲となっている。
- MATRiX LABO presents Total Beauty Studio

2015年6月1日開始。

コーナー開始から同年9月3日までの放送では一部の回を除いて、毎週月曜・木曜に高木が予め用意された「運動・食事・美容等に役立つワンポイントアドバイス」に関しての台本を読み上げ、

その後に聴くと元気になる「元気ソング」を一曲流すという形式で放送されていた。

だが、同年9月7日の放送からは毎週月曜のみとなり、スポンサーである「MATRiX LABO」の社長である深谷が登場する形式へ変更され、どちらかというと宣伝要素を強くした内容に傾いていた。
- Nagoya Times

同局のスタジオがある名古屋（東海地方も含む）エリアの情報を紹介する。

番組開始から同年8月27日の放送までは、毎週木曜は下記に記載している「LOVE GRAMPUS」が一体となっていた。

そのため、基本的に3分程のコーナーではあるが、分離されるまでは他の曜日よりも長い15分程度放送されていた。
- 諭吉のからあげ presents LOVE GRAMPUS

2015年9月3日開始。

名古屋を拠点とするJリーグチームの名古屋グランパスエイトを応援する事を目的としたコーナー。

コーナー自体は「Nagoya Times」と一体になっていたコーナーがスポンサーの関係で分離されただけであり、ジングル変更とスポンサーの宣伝の読み上げを行う以外は分離以前と変更は無い。

毎週ゲストが登場するが、必ずしも同チームの関係者のみではなく、非公式のサポーターグループが登場する場合もある。
- でらブラネットワーク

当局の開局前から放送を行っている愛知県内のコミュニティFMと回線を繋ぎ、その局のエリアに関する情報を伝える。

曜日によって局が違い、水曜日は愛知県豊田市の「RADIO LOVEAT」、金曜日は愛知県刈谷市の「Pitch FM」に回線を繋いで放送を行う。

また、両局でもこのコーナーのみ同時ネットを行っており、「Pitch FM」では当局との回線が設備されている為、
音声・BGM・曲等がそのまま同時に放送されているが、「RADIO LOVEAT」では設備されていない為、電話で繋げる方式を採用していた。

## エピソード
- 当局の支所長である高原泰治[7]（番組ではSamurai Bob[8]）がミキサーなどを担当しており、放送で使用されてるスタジオがマスター室の一体型である関係上、放送中に度々問いかける事があり、その際は彼の声が聞えることが多かった。
- 番組参加手段としてメール以外にTwitterでもハッシュタグ「#でらブラ」で受け付けており、こちらも紹介する場合が多いが番組アカウントは存在しなかった。